# قاچاق انسان در اسلوونی
قاچاق انسان در اسلوونی (انگلیسی: Human trafficking in Slovenia) بعنوان ترانزیت، مقصد و یک کشور منبع برای مردان، زنان و کودکان قاچاق شده ازکشورهای اوکراین، اسلواکی، رومانی، مولداوی، بلغارستان، کلمبیا، جمهوری دومینیکن، ترکیه، آلبانی و مونتنگرو برای اهداف استثمار جنسی تجاری و کار اجباری، از جمله در صنعت ساختمان‌سازی است.

## وضعیت
در سال ۲۰۰۷، افراد معلول را از اسلواکی به اسلوونی قاچاق می‌کردند و آنها را به گدایی اجباری وامی‌داشتند.
زنان اسلوونی در داخل کشور یا به کشورهای دیگر اروپایی برای استثمار جنسی تجاری قاچاق می‌شوند.

## اقدامات دولت
دولت اسلوونی به‌طور کامل با حداقل استانداردهای حذف قاچاق انسان موافق است. دولت در طول دوره گزارش، تلاش‌های قانونی قوی و با کمک مالی قربانیان خود را حفظ کرد. در سال ۲۰۰۷، اسلوونی میزان کمک به قربانیان را از ۸۵٬۰۰۰ به ۱۰۵٬۰۰۰ دلار افزایش داد. دولت همچنین تلاش‌های آگاه‌سازی عمومی خود را در زمینه قاچاق افزایش داده و متنوع کرده‌است.

## موضع‌گیری‌ها
دفتر نظارت و مبارزه با قاچاق انسان در وزارت خارجه ایالات متحده آمریکا این کشور را را در سال ۲۰۱۷ در سطح اول "Tier 1" کشورهای (مبارزه با قاچاق انسان) قرار داد.